# 9-я танковая дивизия (СССР, 1945)
9-я танковая Бобруйско-Берлинская Краснознамённая ордена Суворова дивизия — воинское соединение Сухопутных войск Вооружённых сил СССР в годы Холодной войны. 
Танковое соединение создано путём переформирования 9-го танкового корпуса РККА.

## Наименования
Формирование имело укороченные действительные наименования:
- с 1942 года — 9-й танковый корпус;
- c июня 1945 года — 9-я танковая дивизия;
- с 1957 года — 13-я тяжёлая танковая дивизия;
- с 1965 года — 9-я тяжёлая танковая дивизия;
- с 1966 года — 9-я танковая дивизия.

## Предыстория
9-я танковая Бобруйско-Берлинская Краснознамённая ордена Суворова дивизия сформирована в мае 1942 года, как 9-й танковый корпус фронтового подчинения (Западный фронт). С июля 1942 года в составе 16-й армии, в августе 1942 года в составе 3-й танковой армии)
Состав корпуса:
- Управление корпуса
- 23-я танковая бригада[2][~ 1]
- 95-я танковая бригада[3]
- 108-я танковая бригада[4]
- 10-я мотострелковая бригада[5]
- разведывательный батальон
- 9-я отдельная автотранспортная рота подвоза ГСМ
- 79-я полевая танкоремонтная база
- 102-я полевая авторемонтная база

Укомплектованность на август 1942 года — 166 танков, в том числе: 22 КВ, 36 Т-34, 65 Т-60, 43 МК-3.

### Великая Отечественная война
В действующей армии с 15.05.1942 по 10.03.1943, с 26.03.1943 по 30.11.1943, с 10.06.1944 по 04.09.1944 и с 30.10.1944 по 09.05.1945 года.
Принимал участие в наступательной операции левого крыла Западного фронта лета 1942 года.
На 06.07.1942 года дислоцировался в районе Воймирово, Баранково, Кочуково, Сухой Сот (восточнее города Киров) по приказу командующего армией имел задачу к исходу 06.07.1942 года войти в прорыв на участке Чёрный Поток, Полики для развития успеха в направлении Ослинка, Жиздра, Орля. Был введён в бой лишь к вечеру 07.07.1942 года. Вследствие плохой разведки местности и направления движения первые эшелоны корпуса завязли в болоте. Вся ночь с 07 на 08.07.1942 года ушла на вытаскивание машин. Затем корпус понёс большие потери, так, одна из бригад потеряла 50 % танков, и в общем, ввод в действие корпуса не повлиял на обстановку. С 14.07.1942 года перешёл к обороне.
В августе 1942 г. участвовал в нанесении контрудара по войскам противника в районе Сухиничей и Козельска.
Был погружен на станциях Воймирово и Пробуждение с 11.03.1943 по 14.03.1943 года.
В начале апреля 1943 года из Сухиничей корпус прибыл в Курск.
В сражении на Курской дуге, находясь в резерве фронта 05.07.1943 года сосредоточился в районе Арсеньевский, Трубицын, Сергеевское. К исходу 07.07.1943 года был направлен на передовую. Со второй половины дня 08.07.1943 года участвует в боях.
С 15.07.1943 года ведёт бои в районе Бузулука, недалеко от Малоархангельска и в этот же день ворвался в Малоархангельск. 01.08.1943 года корпус вёл наступательные бои в 14 километрах южнее Кромы в районе населённых пунктов Гостомль и Шоссе. 02.08.1943 года вышел на рубеж Парный, в 9 километрах южнее Кромы. К исходу 03.08.1943 года вёл бои на рубеже Колки-Шарикино. 04.08.1943 года корпус форсировал реку Крома и вёл бой за расширение плацдарма в районе Глинки-Лешня в 11 километрах юго-западнее Кромы.
В ходе Черниговско-Припятской операции введён в бой 27.08.1943 года южнее Севска, и внезапным ударом принял участие в освобождении Глухова 30.08.1943 года, затем продолжил наступление в юго-западном направлении, к 07.09.1943 года вышел к Десне.
С 24.06.1944 года принимает участие в Белорусской стратегической наступательной операции, наступая на бобруйском направлении из района Рогачев, Жлобин. С 26.06.1944 года корпус вырвался вперёд и вышел к Бобруйску с востока, вышел на восточный берег Березины в районе Титовки, а к утру 27.06.1944 года он перехватил все дороги и переправы северо-восточнее города. На 01.07.1944 года находился на марше из района Осиповичи (8-я мотострелковая бригада в районе населённого пункта Шишчины, 95-я танковая бригада в районе населённого пункта Левки, 23-я танковая бригада — на переправе у населённого пункта Житни). 04.07.1944 года корпус включён в конно-механизированную группу генерала И. А. Плиева и начал наступление на Барановичи, который был взят 08.07.1944 года. Затем был направлен на Минск, но был перенаправлен в юго-западном направлении, участвовал силами 23-й танковой бригады в освобождении Березино участвовал в освобождении Слонима, Новогрудка и в ходе Люблин-Брестской операции Бреста.
Во время Восточно-Померанской операции корпус был придан 3-й ударной армии и с 01.03.1945 года побригадно использовался для поддержки пехотных соединений.
С 14.01.1945 года принял участие в наступлении с Пулавского плацдарма, на западном берегу Вислы, южнее Варшавы. 23.01.1945 года участвовал во взятии Быдгоща.
В период Берлинской операции корпус входил в состав 3-й ударной армии 1-го Белорусского фронта, имея своими соединениями и частями 23-ю Глуховско-Речицкую, 95-ю Бобруйскую, 108-ю Бобруйскую танковые бригады, 8-ю мотострелковую бригаду, 216-й зенитный артиллерийский полк и другие части.
В ходе Берлинской стратегической операции корпус опять же был придан 3-й ударной армии в качестве подвижной группы и 16.04.1945 года введён в бой в 10.00, наступая на Зееловские высоты, однако существенного влияния на наступление не оказал. 18.04.1945 года, поддерживая 79-й стрелковый корпус, переправившись через Фриландерштром, 23-я и 95-я танковая бригада совместно с 150-й стрелковой дивизией захватили Кунерсдорф, а в конце апреля 1945 года штурмовали здание Рейхстага.

## История
- В 1945 г. соединение было переформировано в 9-ю танковую Бобруйско-Берлинскую дивизию и включено в состав 1-й гвардейской механизированной армии ГСОВГ.
- В 1957—1965 гг. дивизия, переформированная в тяжелую танковую, именовалась 13-я тяжелая танковая Бобруйско-Берлинская дивизия 1-й гвардейской танковой армии.
- В 1965 г. соединению был возвращен войсковой номер танкового корпуса периода Великой Отечественной войны.

### Операция «Дунай»
В период с мая по ноябрь 1968 года дивизия участвовала в операции «Дунай» и выполняла ответственное правительственное задание по ликвидации контрреволюции в ЧССР.
21 августа 1968 года дивизия получила задачу на переход государственной границы ГДР с ЧССР. Задачи дивизия выполнила успешно и 6 ноября 1968 года вернулась в пункты постоянной дислокации
Приказом Министра обороны СССР от 17 октября 1968 года № 242 за образцовое выполнение задания командования и интернационального долга по оказанию помощи трудящимся Чехословакии в борьбе с контрреволюционными элементами и проявленные при этом отвагу и мужество всему личному составу дивизии, участникам операции «Дунай»
объявлена благодарность.
В состав дивизии в разное время входили:
- 23-й танковый Глуховско-Речицкий ордена Ленина Краснознаменный ордена Суворова полк Риза с 1982 года Цайтхайн. С августа 1989 года 1321-й мотострелковый Глуховско-Речицкий ордена Ленина Краснознаменный ордена Суворова полк Ютербог
- 95-й танковый Бобруйский ордена Ленина Краснознамённый полк Цайтхайн, c июля 1989 года 576-й мотострелковый Бобруйский ордена Ленина Краснознамённый полк Глаухау 20-й гв. мсд ГСВГ[6].

с 1993 года 428-й отдельный танковый батальон 20-й гв. мсд Волгоград СКВО. С 2009 года обращён на формирование 20-й гв. омсбр
- 108-й танковый Бобруйский ордена Ленина полк,
- 70-й гвардейский танковый Проскуровско-Берлинский ордена Ленина Краснознаменный ордена Кутузова полк им. Г. И. Котовского Цайтхайн (с 1957 года). (Великую Отечественную войну 399-й гвардейский тяжелый самоходно-артиллерийский Проскуровско-Берлинский полк закончил отдельной частью 1-й гв. ТА, затем был переформирован в 70-й отдельный гвардейский тяжелый танкосамоходный полк, а в 1957 г. включен в состав 13-й тяжелой танковой дивизии
- 302-й отдельный мотострелковый батальон, с 1968 года 302-й мотострелковый полк Цайтхайн. С 1989 года дислоцировался в г. Риза (На месте 23-го танкового полка
- артиллерийский полк
- 1-й гвардейский танковый Чертковский дважды ордена Ленина Краснознаменный орденов Суворова. Кутузова и Богдана Хмельницкого полк имени Маршала бронетанковых войск M.E.Kaтуковa (Цайтхайн) — в июле 1989 года был передан в состав дивизии из 20-й гвардейской мотострелковой дивизии (вместо 576-го мотострелковый полка).

После объединения Германии в 1990-м году, с подписанием 12 сентября 1990 года министрами иностранных дел ФРГ, ГДР, СССР, США, Франции и Великобритании Договора об окончательном урегулировании в отношении Германии, пребывание советских войск на территории объединённой Германии стало определяться как временное, а планомерный вывод должен быть осуществлен по 1994 год включительно. В 1991 году 1-й гвардейский танковый полк выведен в Подмосковье и включён в состав 2-й гвардейской Таманской мотострелковой дивизии имени М. И. Калинина.

## Состав и вооружение на

### 1958 год
Одна из первых, в Вооружённых Силах Советского Союза, была оснащена тяжёлыми танками Т-10. 

### 1991 год
На начало 1991 года дивизия имела два танковых и два мотострелковых (оба — на БМП) полка. Дивизия была полностью вооружена танками типа Т-80:
- 1-й гвардейский танковый Чертковский дважды ордена Ленина Краснознаменный орденов Суворова. Кутузова и Богдана Хмельницкого полк имени маршала бронетанковых войск M. E. Kaтуковa[~ 2] (Цайтхайн)

89 Т-80; 60 БМП (33 БМП-2, 23 БМП-1, 4 БРМ-1К), 18 2С1 «Гвоздика»; 6 БМП-1КШ, ПРП-3, 2  4; 3 РХМ; 1 БРЭМ-2, 2 ПУ-12, 3 МТ-55А.
- 70-й гвардейский танковый Проскуровско-Берлинский ордена Ленина, Краснознамённый, ордена Кутузова полк имени Г. И. Котовского (Цайтхайн)[~ 3]

90 Т-80; 60 БМП (32 БМП-2, 24 БМП-1, 4 БРМ-1К), 18 2С1 «Гвоздика»; 6 БМП-1КШ, 2 ПРП-3/-4; 3 РХМ, 1 БРЭМ-2, 2 ПУ-12, 1 Р-145БМ, 2 МТ-55А
- 302-й мотострелковый полк (Риза)

30 Т-80, 147 БМП (95 БМП-2, 45 БМП-1, 7 БМП-1К), 24 БТР (10 БТР-70, 14 БТР-60), 18 2С1 «Гвоздика», 18 2С12 «Сани», 9 БМП-1КШ, 3 ПРП-3/-4; 3 РХМ, 2 БРЭМ-2, 2 ПУ-12, 6 МТ-ЛБТ (для 100-мм ПТО)
- 1321-й мотострелковый Глуховско-Речицкий ордена Ленина Краснознаменный ордена Суворова полк (Ютербог)

29 Т-80 29 ед., 152 БМП (94 БМП-2, 51 БМП-1, 7 БРМ-1К), 18 2С1 «Гвоздика», 18 2С12 «Сани», 9 БМП-1КШ, 3 ПРП-3, ПРП-4; 3 РХМ, 2 БРЭМ-2, 3 3ПУ-12, 6 МТ-ЛБТ (для 100-мм ПТО)
- 96-й самоходный артиллерийский полк (Борна)

54 2СЗ «Акация», 18 БМ-21 «Град»; 5 ПРП-3/-4, 3 1В18, 1 1В19; 2 Р-145БМ, 1 Р-156БТР
- 216-й Лодзинский зенитно-ракетный полк (Цайтхайн): войсковая часть полевая почта 58758, 20 ЗРК, 1 Р-145БМ, 1 Р-156 БТР
- 13-й отдельный батальон разведки и РЭБ (Цайтхайн): 17 БМП-2, 7 БРМ-1К; 1 БМП-1КШ, 2 Р-145БМ, 1 Р-156БТР
- 696-й отдельный батальон связи (Риза): 10 Р-145БМ, 1 Р-156 БТР, 2 Р-2АМ
- 109-й отдельный инженерно-саперный батальон (Ошатц): 2 ИРМ, 2 МТ-55А
- 112-й отдельный батальон химзащиты
- 1071-й отдельный батальон материального обеспечения
- 68-й отдельный ремонтно-восстановительный батальон
- 200-й отдельный медицинский батальон

Всего на конец 1990 года 9-я тд располагала:
- 238 танков (Т-80);
- 343 БМП (271 БМП-2, 143 БМП-1, 29 БРМ-1К);
- 24 БТР (10 БТР-70, 14 БТР-60);
- 126 САУ (72 2С1 «Гвоздика», 54 2СЗ «Акация»)
- 36 миномётов 2С12 «Сани» (120 мм)
- 18 РСЗО БМ-21 «Град»

### Расформирование
9-я танковая Бобруйско-Берлинская Краснознамённая, ордена Суворова дивизия выведена из г. Риза в 1991 году в Смоленск и расформирована.

## Награды и наименования
- Почетное наименование «Бобруйский» — В ознаменование одержанной победы и за отличие в боях за освобождение города Бобруйск. Приказ Верховного Главнокомандующего № 0181 от 6.07.1944 года
- Почетное наименование «Берлинский» — В ознаменование одержанной победы и за отличие в боях за овладение Берлином. Приказ Верховного Главнокомандующего № 0111 от 11.06.1945 года
- Орден Красного Знамени — За образцовое выполнение заданий командования в боях с немецкими захватчиками, за овладение городом Барановичи и проявленные при этом доблесть и мужество. Указ Президиума Верховного Совета СССР от 27.07.1944 года.
- Орден Суворова II степени — За образцовое выполнение заданий командования в боях с немецкими захватчиками при прорыве обороны немцев восточнее города Штаргард и овладении городами Бервальде, Темпельбург, Фалькенбург, Драмбург, Вангерин, Лабес, Фрайенвальде, Шифельбайн, Регенвальде, Керлин и проявленные при этом доблесть и мужество. Указ Президиума Верховного Совета СССР от 26.04.1945 года.

## Командование

### Командование во время войны
Командиры корпуса
- генерал-майор танковых войск Куркин, Алексей Васильевич — (12.05.1942 — 18.10.1942)
- генерал-майор танковых войск Шамшин, Александр Александрович — (19.10.1942 — 10.03.1943)
- генерал-майор танковых войск (с 07.06.1943 генерал-лейтенант танковых войск) Богданов, Семён Ильич — (11.03.1943 — 24.08.1943)
- генерал-майор танковых войск Рудченко, Григорий Сергеевич — (25.08.1943 — погиб 01.09.1943)
- генерал-майор танковых войск Бахаров, Борис Сергеевич — (02.09.1943 — 16.07.1944)
- генерал-майор танковых войск Воейков, Николай Иванович — (17.07.1944 — 07.12.1944)
- генерал-лейтенант танковых войск Кириченко, Иван Фёдорович — (08.12.1944 — 09.05.1945)

### Командование после войны
Командиры дивизии
- 1946—1948 генерал-майор танковых войск Малыгин К. А.
- 1965—1969 генерал-майор Коротеев М. Ф.
- 1969—1974 генерал-майор Галушко
- 1974—1978 полковник, генерал-майор Хайдоров, Вячеслав Дмитриевич
- 1978—1980 генерал-майор Шалимов, Олег Борисович
- 1980—1985 генерал-майор Профатилов В. П.
- 1985—1987 полковник Раздайбедин
- 1987—1989 полковник Кулаженков В. П.
- 1989—1991 генерал-майор Черный В. П.

Заместители командира дивизии
- 1989—1981 полковник Лазарев

Начальники штаба
- 1979—1982 полковник Шашков Владимир Петрович

Начальники политотдела
- 1950—1953 Якимов Г. П.

## Отличившиеся воины

### Герои Советского Союза
- Александров, Геннадий Петрович (08.1918 — 09.03.1945), механик-водитель танка 108-й танковой бригады, старшина. Герой Советского Союза. Звание присвоено 24.03.1945 года за бой 29.01.1945 года в районе населённого пункта Одерек (оказавшись вместе с другими шестью танками отрезанным от своего подразделения, в течение 9 суток удерживал занятый рубеж, отражая многочисленные контратаки противника. Экипаж уничтожил 4 пушки, 4 миномёта с расчётами, до сотни солдат и офицеров противника, удержав плацдарм до подхода войск)
- Гаганов, Алексей Георгиевич, Командир танка 267-го танкового батальона, старший лейтенант. Герой Советского Союза. Звание присвоено 31.05.1945 года за бои в Берлине 17-30.04.1945 года (Подбил 2 танка, 5 самоходных орудий, 11 пулемётов, 13 автомашин, 3 тягача. Экипаж одним из первых форсировал реку Шпрее)
- Жидков, Иван Андреевич (25.10.1914- 22.01.1945), командир моторизованного батальона автоматчиков 23-й танковой бригады, майор. Герой Советского Союза (посмертно). Звание присвоено 24.03.1945 года за бои 14-22.01.1945 года за города Радом, Опочно, Варта (Польша), (умело руководил действиями батальона в боях, захватил переправу через р. Варта, чем содействовал дальнейшему наступлению войск)
- Кутенко Николай Васильевич 01.03.1923 — 18.01.1945. Герой Советского Союза (посмертно). Звание присвоено 27.02.1945. Командир танкового взвода 2-го танкового батальона, 47-я гвардейская танковая бригада. гвардии старший лейтенант.
- Паланский, Александр Степанович, командир танкового взвода 142-го танкового батальона 95-й танковой бригады лейтенант. Герой Советского Союза. Звание присвоено 15.01.1944 года за бои 15-20.10.1943 года по расширению плацдарма на Днепре, близ Лоева (разгромил вражеский гарнизон села Стародубовка численностью в 200 человек, захватил два исправных миномёта)
- Сапунков, Борис Петрович, командир танка Т-34 3-го танкового батальона 95-й танковой бригады, лейтенант. Герой Советского Союза. Звание присвоено 27.02.1945 года за бои 16.01.1945 года в районе польских посёлков Шидловец,Опочно. (находясь в ночной разведке, вступил в бой с отступающей колонной гитлеровских войск, уничтожив до десяти танков и штурмовых орудий противника. Продвигаясь вперёд, экипаж танка с ходу преодолел реку Варта, после чего занял оборону и прикрыл форсирование Варты)
- Светачев, Георгий Георгиевич, командир взвода танков 95-й танковой бригады, лейтенант Герой Советского Союза. Звание присвоено 15.01.1944 года за бой 20.11.1943 года в районе города Лоев (заняли оборонительный рубеж и удержали его в течение суток до прихода своей пехоты)
- Ситников, Вениамин Иванович, старший радист — заряжающий танка 108-й танковой бригады, старшина. Герой Советского Союза. Звание присвоено 24.03.1945 года за тот же (см. Александров Г. П.) бой 29.01.1945 года
- Сугоняев, Александр Константинович, механик-водитель танка 108-й танковой бригады, старшина. Герой Советского Союза. Звание присвоено 24.03.1945 года за бои января 1945 года на Пулавском плацдарме.
- Шевцов, Иван Андреевич, командир роты 142-го танкового батальона, 95-й танковой бригады старший лейтенант. Герой Советского Союза. Звание присвоено 27.08.1943 года за бои на Курской дуге 15.07.1943 года (с ротой во взаимодействии с пехотой в числе первых ворвался на станцию Малоархангельск (Орловская область) и в течение 5 часов удерживал её, нанеся противнику значительный урон в живой силе и боевой технике).

### Полные кавалеры ордена Славы
- Басыров, Георгий Васильевич. Механик-водитель танка Т-34 142-го танкового батальона, сержант. Полный кавалер Ордена Славы. Награждён: 11.09.1944 орденом 3-й степени за бои 27.06.1944 в районе г.Бобруйск, 08.03.1945 орденом 2-й степени за бои 15.01.1945 близ г.Радом, 15.05.1946 орденом 1-й степени за бои марта 1945 года в районе г. Массов (ныне Машево, Польша).

### Снайперы-танкисты
- командир Владимир, Алексеевич Гавриков, 257-й тб 108-й тбр — 1 танк, 12 орудий, 2 БТР, 2 миномёт. батареи, около 35 автомашин.
- ст. лейтенант Гаганов, Алексей Георгиевич, командир танка 267-го отб 108-й тбр — подбил 2 танка, 5 самоходных орудий, 11 пулеметов, 13 автомашин, 3 тягача.
- ст. лейтенант Шевцов, Иван Андреевич,[7] командир танковой роты 142-го отб 95-й тбр — 4 танка, в том числе 1 тигр и 3 противотанковых орудия.
- командир Мазницын, Иван Сергеевич, 63-й отб 108-й тбр — 1 танк, 3 ПТО.
- командир Росляков, Алексей Александрович, 63-й отб 108-й тбр — 5 танков.